# 科雷內韋
50°50′25″N 33°59′0″E / 50.84028°N 33.98333°E
科雷內韋（羅馬化：Koreneve）是位於烏克蘭北部蘇梅州羅姆內區內德雷海利夫市鎮的村莊。該村處於蘇拉河右岸，分別距離齊布倫基約1公里和大布德基4公里，海拔高度129米，2001年人口19。